# The Mysteries of Laura (seizoen 2)
Dit artikel vat het tweede seizoen van The Mysteries of Laura samen. Dit seizoen liep van 23 september 2015 tot 2 maart 2016 en bevatte zestien afleveringen.

## Rolverdeling

### Hoofdrollen
- Debra Messing - rechercheur Laura Diamond
- Laz Alonso - rechercheur Billy Soto
- Janina Gavankar - rechercheur Meredith Bose
- Josh Lucas - senior rechercheur Jake Broderick
- Callie Thorne - hoofdinspecteur Nancy Santiani
- Max Jenkins - kantoormedewerker Max Carnegie

### Terugkerende rollen
- Marc Webster - Reynaldo West
- Neal Bledsoe - Tony Abbott
- Charlie Reina - Nicholas Broderick
- Vincent Reina - Harrison Broderick

## Afleveringen
| Nr. | Aflevering | Titel                                   | Regisseur       | Schrijver(s)                  | Selectie gastrollen | Uitzenddatum      |  |
| --- | ---------- | --------------------------------------- | --------------- | ----------------------------- | --- | ----------------- |  |
| 1 | 1          | The Mystery of the Taken Boy            | Michael Smith   | Jeff Rake Amanda Green        | Cara Buono - Julia Davis Peter Rini - Carl Davis Taylor Rose - Candace Davis Franky G - Lyle Truco Gameela Wright - openbaar aanklager | 23 september 2015 |  |
| Jake is hersteld van zijn verwondingen en wil terugkeren naar zijn werk, daar ziet hij dat zijn plaats is ingenomen door hoofdinspecteur Nancy Santiani. Nancy weigert dan haar plek af te geven aan Jake, dit tot zijn grote ontsteltenis. Ondertussen krijgt Laura te maken met een ontvoering van een jongen, hij blijkt illegaal geadopteerd te zijn door zijn ouders. Jake aanvaart dan een lagere functie tot senior rechercheur om zo toch op het bureau te kunnen blijven. |            |                                         |                 |                               | |                   |  |
| 2 | 2          | The Mystery of the Cure to Loneliness   | Michael Schultz | Marc Dube Dean Lopata         | Krysta Rodriguez - April Watkins Adriane Lenox - ms. Parker Erin Anderson - Maureen Ross Patricia Kilgarriff - mrs. Thompson | 30 september 2015 |  |
| Een op het eerste oog lijkend zelfmoord van een jonge vrouw met terminale kanker, blijkt later toch een moord te zijn. Om deze zaak nog complexer te maken blijkt, na autopsie, dat de vrouw helemaal geen kanker had. Dit zorgt ervoor dat Laura en haar team op onderzoek gaan naar de kankerhulpgroepen waar de vrouw deel aannam. Ondertussen wil Laura haar contact met Tony weer oppakken na het ongeluk van Jake. Jake bezweert dat hij hier geen moeite mee heeft, Laura houdt hier echter haar twijfels over. |            |                                         |                 |                               | |                   |  |
| 3 | 3          | The Mystery of the Locked Box           | Bethany Rooney  | Laura Putney Margaret Easley  | Gabriel Mann - Shane Allen Linda Powell - Rosalie Romero Rebekah Brockman - Abby Pollard Karina Arroyave - huisbewaarder | 7 oktober 2015    |  |
| Wanneer een technisch genius vermoord wordt gevonden in zijn zwaar beveiligde huis gaat Laura met haar team op onderzoek uit. Zij treffen een aantal verdachten: zijn zakenpartner, een vrouwelijke stalker en zijn jeugdvriend. Nu moeten zij zien te achterhalen wie hiervan de werkelijke dader is. Ondertussen maakt Laura zich zorgen over Jake, als hij signalen afgeeft van tijdelijk geheugenverlies. |            |                                         |                 |                               | |                   |  |
| 4 | 4          | The Mystery of the Convict Mentor       | Cherie Nowlan   | Jeff Rake Niceole R. Levy     | Enrico Colantoni - Dan Hauser Jamie Jackson - Thomas Mullens Eva Kaminsky - Vicky Lynn Larry Mitchell - majoor Sherman | 14 oktober 2015   |  |
| Laura krijgt van haar voormalige baas Dan Hauser, die nu in de gevangenis zit, een tip over de verblijfplaats van twee vermoorde lichamen die in connectie staan met een oude zaak. De tip blijkt waardevol te zijn als Laura de lichamen op de aangegeven plaats vindt. Maar dan ontsnappen Hauser en de verdachte van de moorden uit de gevangenis. |            |                                         |                 |                               | |                   |  |
| 5 | 5          | The Mystery of the Watery Grave         | Guy Norman Bee  | Amanda Gree Nikhil S. Jayaram | Jeffrey Pierce - Terrence Van Doren Betty Gilpin - Isabel Van Doren Anastasia Barzee - Beth Evans Noel Wilson - Wilson Becker | 21 oktober 2015   |  |
| Wanneer Isabella Van Doren, vrouw van de mediamagnaat en eigenaar van de New York Ledger David Van Doren, ogenschijnlijk is vermoord als haar auto van de weg is gereden in een rivier. Maar de zaak wordt complex als de vrouw niet wordt gevonden in de rivier. David adviseert de politie om naar zijn vijanden te kijken die hij in zijn carrière heeft gemaakt. Laura besluit dan een andere weg te gaan als zij ontdekt dat de eerste vrouw van David, Claire, tien jaar geleden overleed tijdens een kajakongeluk en haar lichaam ook niet werd gevonden. Laura krijgt dan onverwachts hulp van Nancy nadat zij haar vermoedens heeft medegedeeld. |            |                                         |                 |                               | |                   |  |
| 6 | 6          | The Mystery of the Dead Heat            | Norman Buckley  | Marc Dube Kyle Warren         | Sherri Saum - Cecilia Burke Isaac Caldiero - Connor McKenna Jesmille Darbouze - Julie McKenna Malachy Cleary - chief D'Angelo Robert Hallak - Archie Vale                                                                                          | 28 oktober 2015   |  |
| Een eigenaar van een sportschool blijkt, op het eerste gezicht, overleden te zijn nadat hij werd opgesloten in een sauna, maar blijkt later al dood te zijn geweest voordat hij in de sauna kwam. Als eerste verdachte treft Laura en haar team de vrouw van het slachtoffer, die lijdt aan MS en werkt voor de gemeente. De vrouw leidt Laura echter naar een koppel die een bankoverval aan het plannen zijn. Ondertussen wil de moeder van Billy zijn nieuwe vriendin Meredith ontmoeten, hij probeert zijn moeder aan haar voor te stellen zonder dat zijn collega's achter hun romance komen. Maar hij weet echter niet dat zijn geheime romance met Meredith bij iedereen bekend is maar dat niemand dit laat blijken. |            |                                         |                 |                               | |                   |  |
| 7 | 7          | The Mystery of the Maternal Instinct    | Michael Schultz | Dean Lopata Niceole R. Levy   | Eric Sheffer Stevens - Scott Clark Andrew Rothenberg - dr. Nick Marisa Ryan - Susan Andrew Hovelson - Vladi | 4 november 2015   |  |
| Wanneer het vermoorde lichaam wordt gevonden van een zwangere Afrikaanse vrouw gaat Laura en haar team op onderzoek uit. Het onderzoek leidt hen naar een Nigeriaanse mensensmokkelbende, en een organisatie dat buitenlandse zwangere vrouwen helpt die hun baby's in Amerika ter wereld willen brengen. |            |                                         |                 |                               | |                   |  |
| 8 | 8          | The Mystery of the Ghost in the Machine | Norman Buckley  | Jeff Rake Nikhil S. Jayaram   | Regina Taylor - mrs. Campbell Nia Nicole Smith - Rachel Campbell Sean Cullen - inspecteur Monahan Madison Arnold - Seymour Olivia Gilliat - Kaylee Dave Shalansky - William Davis                                                                  | 18 november 2015  |  |
| Wanneer een undercoveragent met een luxe auto vermoord wordt gevonden gaat Laura en haar team op onderzoek uit. Zij ontdekken al snel dat de foto van de agent rondging in verkeerde kringen. Wetend dat deze foto alleen verkregen kon worden door in te breken in het zwaar beveiligde computersysteem van de politie beseft het team dat zij te maken hebben met een briljante hacker. |            |                                         |                 |                               | |                   |  |
| 9 | 9          | The Mystery of the Triple Threat        | Bethany Rooney  | Laura Putney Margaret Easley  | Brynn O'Malley - Allison Beck Steffanie Leigh - Maya James Padric - Chris Christopher Neiman - Elliot Jessica Keenan Wynn - Ingrid | 6 januari 2016    |  |
| Wanneer twee mensen tijdens het spelen van een spel een vermoord lichaam vinden in een kathedraal gaat Laura en haar team op onderzoek uit. Zij moeten nu de twee spelers en het persoonlijk leven van het slachtoffer onderzoeken om zo er achter zien te komen wat er met het slachtoffer is gebeurd. Ondertussen loopt Laura tegen problemen aan in haar relatie met Tony, ook ontdekt zij dat Jake gelogen heeft over zijn gezondheidstoestand. |            |                                         |                 |                               | |                   |  |
| 10 | 10         | The Mystery of the Downward Spiral      | Cherie Nowlan   | Amanda Green Kyle Warren      | Jerry O'Connell - John Dunham Willie Garson - Georges Tilleu aka The Nose Stockard Channing - Brenda Phillips Clara Wong - Ayla Bo Stansell - Ellen                                                                                                | 13 januari 2016   |  |
| Wanneer de oprichter en eigenaar van de Belle Reve parfumerie vermoord wordt gevonden gaat Laura met haar team op onderzoek uit. Zij krijgen al snel diverse verdachten: een voormalige werknemer, zijn invloedrijke advocaat en zijn moeilijke zoon John. Wanneer een met bloed bevattende laboratoriumjas en een paar latexhandschoenen in een ventilatierooster worden gevonden kunnen zij dit in verbinding brengen met John, hierdoor wordt hij nu de hoofdverdachte. Dan zien zij op bewakingsbeelden John een kantoor binnenlopen waar dan een grote explosie volgt. |            |                                         |                 |                               | |                   |  |
| 11 | 11         | The Mystery of the Unwelcome Houseguest | Michael Smith   | Marc Dube Niceole R. Levy     | Jerry O'Connell - John Dunham Stockard Channing - Brenda Phillips Clara Wong - Ayla Bo Stansell - Ellen | 20 januari 2016   |  |
| John blijkt de explosie overleeft te hebben en gijzelt dan Laura in haar slaapkamer. Hij stelt een timer af van een pijpbom op 100 minuten, zo wil hij Laura dwingen om op video te bekennen dat zij bewijzen heeft vervalst om hem zo te kunnen beschuldigen. Jake ontdekt ondertussen dat Laura in de problemen zit, en dwingt Nancy haar hulp te sturen. Laura kan ondertussen het vertrouwen van John inwinnen en laat hem een geheim opbiechten uit zijn verleden, dit zorgt ervoor dat er een nieuw verdachte in beeld komt. |            |                                         |                 |                               | |                   |  |
| 12 | 12         | The Mystery of the Morning Jog          | Peter Werner    | Dean Lopata Nikhil S. Jayaram | Robert Klein - Leo Diamond Greg Grunberg - Kurt Baronson Kathleen Garrett - Helen Frank Harts - Derry Donnigan Harold Perrineau - Charles Baptiste                                                                                                 | 3 februari 2015   |  |
| Wanneer een jogger voor een rijdende bus wordt geduwd gaat Laura en haar team op onderzoek uit. Zij zetten hun aandacht meteen op een mensenrechtenorganisatie genaamd Men's Renaissance Association (MRA). Zij zenden dan politieagenten undercover naar een MRA bijeenkomst om daar te infiltreren, zo kunnen zij hopelijk de dader vinden. |            |                                         |                 |                               | |                   |  |
| 13 | 13         | The Mystery of the Dark Heart           | David Warren    | Amanda Green Niceole R. Levy  | Enrico Colantoni - Dan Hauser Jennifer Laura Thompson - Mindy Lewis P.J. Marshall - Wayne Lewis Marylouise Burke - mrs. Delvecchio Jenna Fischer - Jennifer Lambert Matthew Boston - Kevin                                                         | 10 februari 2016  |  |
| Wanneer een jonge vrouw wordt vermoord en een tweede vrouw wordt vermist roept het team de hulp in van hun oude chef Hauser, die tijdelijk wordt vrijgelaten uit de gevangenis. Hauser heeft in het verleden een zaak behandeld van een seriemoordenaar die dezelfde werkwijze had als in deze zaak. Ondertussen begint Jake een relatie met aanklager Jennifer Lambert, niet wetende dat Laura haar relatie met Tony heeft beëindigd. |            |                                         |                 |                               | |                   |  |
| 14 | 14         | The Mystery of the Political Operation  | Jim Nickas      | Laura Putney Margaret Easley  | Marta Milans - Valeria Hernandez James Martinez - Carlos Hernandez Elliot Villar - Yasiel Leon Alysia Reiner - Liz Walters Jenna Fischer - Jennifer Lambert                                                                                        | 17 februari 2016  |  |
| Carlos Hernandez, een Cubaanse voorvechter voor een goede relatie tussen Cuba en Amerika, arriveert in Amerika om een speech te geven voor de Verenigde Naties. Tijdens zijn bezoek ontdekt hij al snel dat er veel tegenstanders zijn voor zijn ideeën. Het team wordt opgeroepen voor zijn bescherming, al snel blijkt dit nodig te zijn als zijn belangrijkste bodyguard wordt vermoord. Het team kan dan een plan ontmaskeren waarin een moordaanslag op Carlos werd gepland, alleen blijkt er een ander motief erachter te zitten als eerst werd gedacht. Ondertussen wil Laura aan Jake vertellen dat zij heeft gebroken met Tony, maar ziet hier vanaf als zij realiseert dat zijn relatie met Jennifer serieus begint te worden. |            |                                         |                 |                               | |                   |  |
| 15 | 15         | The Mystery of the Unknown Caller       | Norman Buckley  | Jeff Rake Dean Lopata         | Robert Klein - Leo Diamond Tate Donovan - rechercheur Malcolm Harris Louis Ozawa Changchien - Jimmy Chun Debby Ryan - Lucy Diamond | 24 februari 2016  |  |
| Laura ontvangt een voicemail met daarin het bericht van een man die op de vlucht is en dan wordt doodgeschoten. Laura gaat dan samen met Meredith op zoek naar de man, en vinden hem dood in district 82 in een verlaten restaurant. Tijdens hun onderzoek in de hotelkamer van het slachtoffer ontdekt Laura dat hij de vriend was van haar halfzus Lucy. Laura moet nu Lucy, die zij al jaren niet meer heeft gezien, zien te vinden om zo te voorkomen dat zij het volgende slachtoffer wordt. Terwijl zij hiermee bezig is ondervindt zij tegenwerking van rechercheur Malcolm Harris van district 82 die deze zaak zelf wil onderzoeken. Onder dwang van hogerhand moeten Laura en Malcolm samenwerken, en ontdekken dat drugsdealer Jimmy Chun hun belangrijkste verdachte is. Laura gaat dan undercover om zo Jimmy op heterdaad te betrappen. Na het oppakken van Jimmy moeten Laura en Malcolm op een persconferentie verschijnen waar hun chef Santiani de arrestatie van Jimmy wereldkundig maakt. Dan wordt er vanaf buiten het gebouw een schot gelost dat Santiani raakt, in het ziekenhuis wordt duidelijk dat zij dit niet heeft overleefd. |            |                                         |                 |                               | |                   |  |
| 16 | 16         | The Mystery of the End of Watch         | Michael Smith   | Jeff Rake Kyle Warren         | Scott Cohen - Vince Deluca Mercedes Ruehl - Val Santiani Lewis Grosso - Justin Santiani Louis Ozawa Changchien - Jimmy Chun Debby Ryan - Lucy Diamond Jenna Fischer - Jennifer Lambert Eric Anderson - Eddie Enzo Timothy John Smith - Richie Enzo | 2 maart 2016      |  |
| Laura en haar team zijn ervan overtuigd dat Jimmy Chun de opdracht heeft gegeven voor de moord van hun chef Santiani, en dat de kogel eigenlijk voor Laura was bedoeld. Dan ineens ontvoert de gestoorde ex-man Vince van Santiani hun zoon. Het onderzoek wijst uit dat Vince zijn zoon wil beschermen tegen Eddie en Richie Enzo, die pas in zijn leven zijn gekomen. Ondertussen beseft Jake dat het leven te kort kan zijn en maakt plannen om Jennifer ten huwelijk te vragen. Laura beseft dat zij Jake hevig mist en wil hem terug in haar leven. |            |                                         |                 |                               | |                   |  |